# Puigcercós

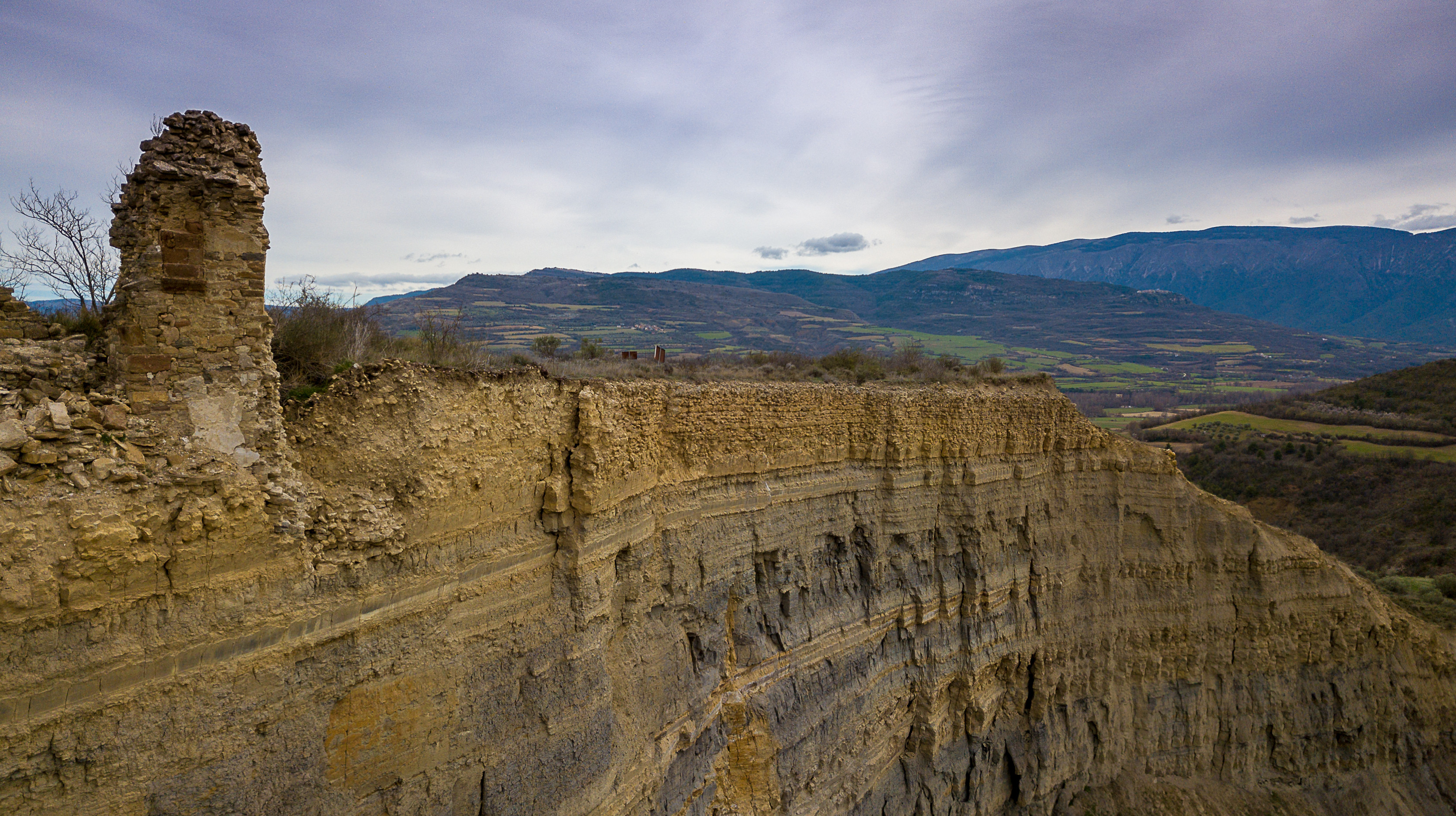
Restos antiguo pueblo

Puigcercós es un núcleo de población actualmente del municipio de Tremp, en el Pallars Jussá, perteneciente al antiguo término de Palau de Noguera. En 2005 tenía 52 habitantes. Está situado en un enclave de 1,59 km², separado del resto del término municipal al que pertenece, con el término de Talarn el norte y el de Castell de Mur al sur (antes, tocaba con el antiguo término de Mur en la mayor parte del límite, y con el de Guardia de Tremp en un solo punto). A pesar de las agrupaciones municipales de los años setenta, Puigcercós hoy en día sigue siendo un enclave.
En los textos administrativos oficiales del siglo XIX, Puigcercós aparece escrito de múltiples maneras: Puchercós (con y sin tilde), Puchircós (igualmente, con y sin acento), Puigcercos, Puigcercús, Puchegros, y todavía algunos más. En las mismas publicaciones (por ejemplo, La Gazeta de Madrid o el Diccionario geográfico ... de Pascual Madoz llegan a escribir en el mismo documento más de una de estas formas, sin que aparezca en ninguna parte un intento de criterio unificador de ningún tipo).

## Geografía
El enclave de Puigcercós tiene una forma parecida a un ojo, puesto un poco al sesgo, de noroeste a sureste. Todo el límite sur-occidental, limita con Castell de Mur (en un solo punto toca el antiguo término de Guardia de Tremp, en el resto, es límite con Mur), está marcado por el curso del barranco del Espona, desde la Casa del Espona (límite sur-este), remontando todo el barranco, continúa por su afluente, el barranco de madrigueras hasta que éste gira hacia el oeste. En este lugar, el límite de Puigcercós continúa hacia el noroeste, dirigiéndose a Puigmaçana, pero al llegar a levante de la Masía de Claverol, ahora abandonada, gira de repente hacia el este-sur-este. Desde este lugar sigue una línea más o menos recta, sin seguir ningún límite natural; pasa por el norte de Casa Agustí, hasta que llega al espacio que hay entre la línea del ferrocarril y la carretera C-13, y sigue por este espacio hasta que encuentra el barranco del Espona.

### Entidades de población

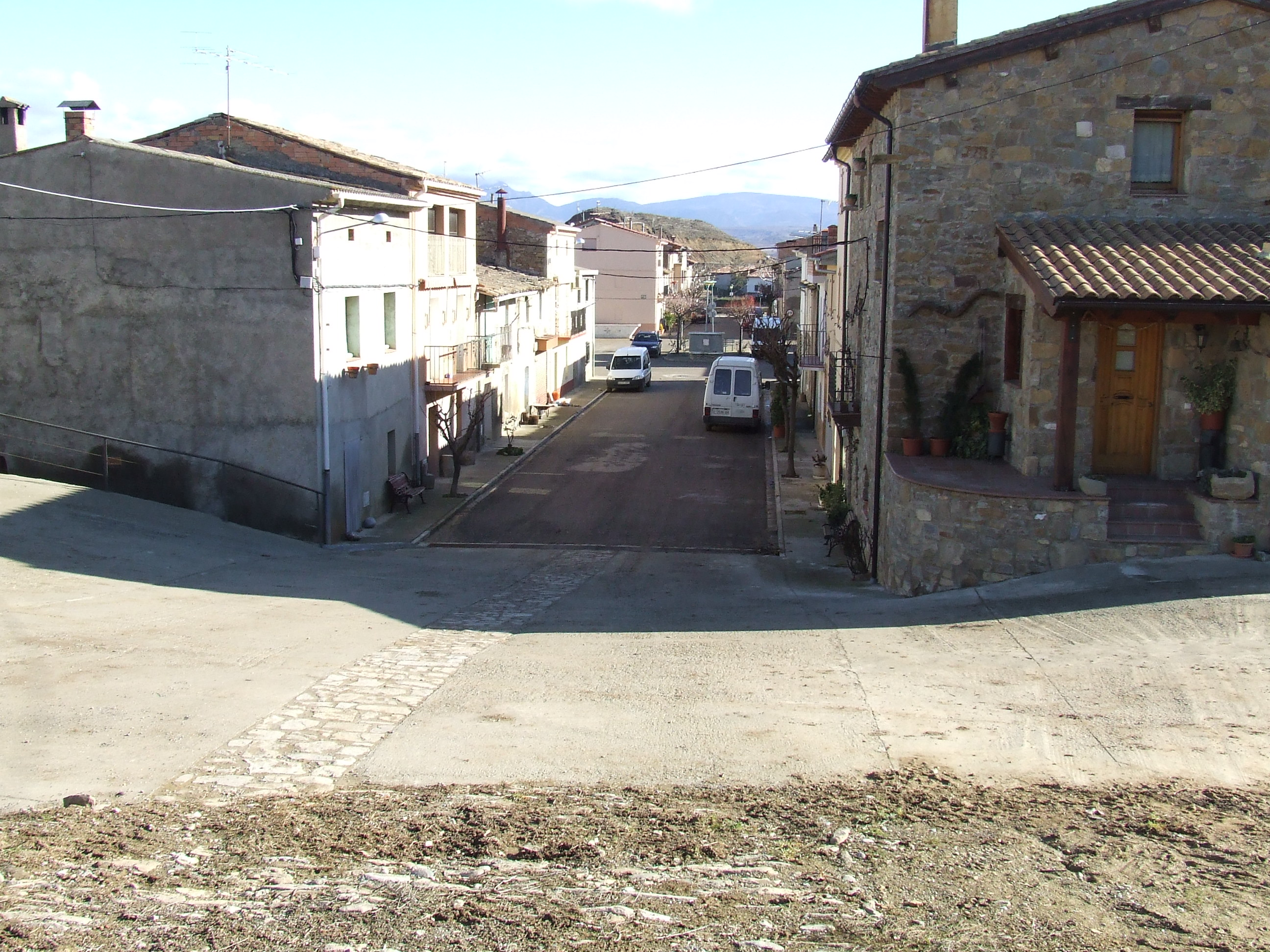
Única calle de la población de Puigcercós.

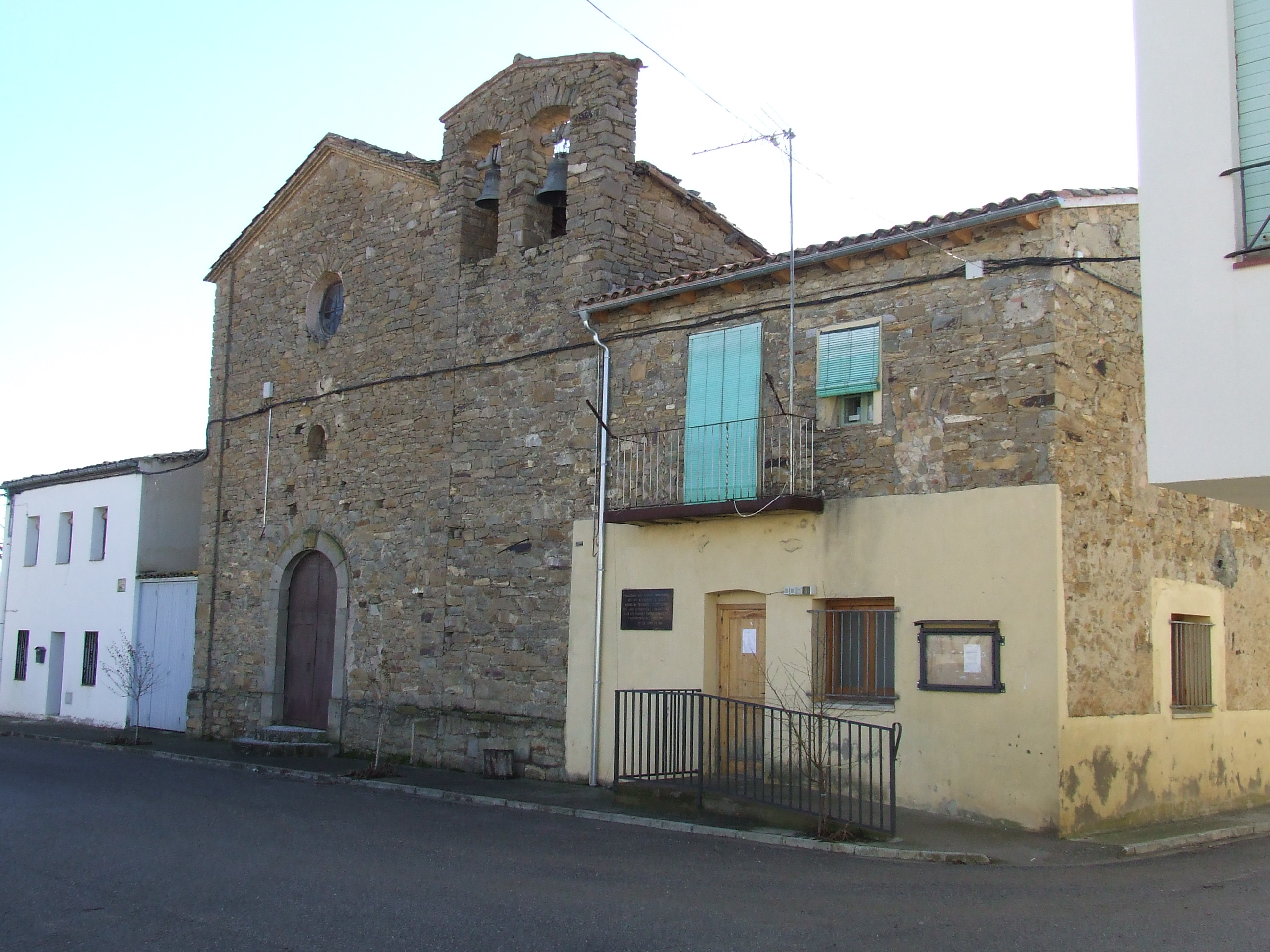
Iglesia nueva de San Martín de Puigcercós.

La única entidad de población agrupada es el pueblo de Puigcercós, pero hay que tener en cuenta que unos 700 metros al oeste, en un lugar rocoso están los restos del pueblo viejo y del castillo de Puigcercós. Al ser un término bastante pequeño, no hay mucha población dispersa, pero cabe destacar Casa Agustí, conocido en algunos mapas como Cal Ferrer, al norte del pueblo actual.
El Puigcercós actual, a 422 metros de altura sobre el nivel del mar, se construyó a partir del año 1863, cuando un primer desprendimiento puso en peligro el antiguo pueblo, situado sobre una colina a unos 700 metros al oeste. Un segundo deslizamiento mucho mayor, el 13 de enero de 1881, hizo caer montaña abajo la mayor parte del pueblo viejo que ya estaba deshabitado del todo. Actualmente se pueden ver los restos de la iglesia parroquial románica de San Martín de Puigcercós sobre un boquete de unos 50 metros de altura y 200 de longitud que sigue activo, y se va comiendo poco a poco las últimas edificaciones que quedan.
Estos hechos conmovieron fuertemente la opinión pública de la época, y los habitantes de Puigcercós recibieron ayudas de diversos lugares, desde el gobierno del momento hasta el fruto de recaudar fondos públicos, por ejemplo, el de Barcelona, que contribuyeron de manera importante a la construcción del nuevo pueblo. En 1892 ya se habían construido 36 casas nuevas, y el obispo de Urgel contribuyó con la edificación de la nueva iglesia de San Martín.
Dentro del término de Puigcercós hay que tener en cuenta la existencia de los restos de la capilla románica de San Macario de Puigcercós, que algunos consideran la antigua iglesia parroquial del término.

## Historia
En 1378, en Puigcercós constaban 12 fuegos (unos 60 habitantes), que habían aumentado a 15 en 1553. En el censo del 1718, ya eran 111 habitantes y 97 en 1842, en el momento de fusionarse con Palau de Noguera. A partir de ese año, al haberse creado el municipio de Palau de Noguera, los censos juntan los habitantes de ambos pueblos.
Puigcercós es mencionado en el Diccionario geográfico ... de Pascual Madoz, publicado en 1845. En él se dice que:

el pueblo de Puigcercós, agregado del ayuntamiento de Palau de Noguera, está en una colina al suroeste de Tremp, en un rellano desigual de las laderas de la montaña de Mur. El clima es sano. Forman el pueblo 30 casas y otra a media hora hacia levante, cerca del Noguera Pallaresa... el término es plano y montañoso, flojo y de calidad media. Se produce vino, trigo, cebada, seda y hortalizas. 7 vecinos (cabezas de familia) y 57 almas (habitantes) integran el censo de Puigcercós.

Hay que hacer constar que estos datos corresponden todas al Puigcercós Viejo, antes del traslado forzado al pueblo actual.